# Ocrepeira jacara
Ocrepeira jacara är en spindelart som beskrevs av Claude Lévi 1993. Ocrepeira jacara ingår i släktet Ocrepeira och familjen hjulspindlar. Inga underarter finns listade i Catalogue of Life.